# Война Канудус
Война Кану́дус (порт. Guerra de Canudos), также восстание Кану́дус — крупный вооружённый конфликт, произошедший в 1896—1897 годах между властями Бразилии и группой из 25—30 тысяч поселенцев, которые основали собственное поселение Канудус в северо-восточной части штата Баия. 

## Зарождение движения
После отмены в Бразилии рабства в 1888 году на пустующие земли северо-востока провинции Баия стали стекаться толпы освобождённых рабов, безземельных крестьян, бедных индейцев, преступников и других маргинальных элементов. Ими было основано поселение Канудус, ставшее центром своеобразной крестьянской общины. К 1896 году в Канудусе проживало около 25—30 тысяч жителей.
В это время в Бразилии началась каучуковая лихорадка. Каучуковые компании предприняли попытку вторгнуться в Канудус и поработить его обитателей, но натолкнулись на сопротивление местного населения, которое было фанатически предано своим землям. В качестве защитника сельской бедноты выступил мистик Антониу Масиэл по прозвищу Консельейру (это прозвище можно перевести как «Советник», «Наставник», «Проповедник» или «Утешитель»).
Антониу Консельейру организовал в Канудусе религиозную коммуну из 9 тысяч человек, объявил себя пророком и в своих проповедях обещал лучшую жизнь и возвращение португальского короля Себастьяна I.. Консельейру выступал против республиканского строя, сравнивая республику с антихристом, и призывал к отказу подчиняться её законам и платить налоги. За несколько лет число сторонников Консельейру выросло по разным оценкам от 20 до 30 тысяч человек из штатов Сеара, Пернамбуку, Сержипи и Баия. Это было доведённое до отчаяния бедностью и голодом население, которому нечего было терять.

## Восстание
Под руководством Консельейру участники восстания начали грабить проезжих торговцев и местных помещиков. Правительство штата Баия всеми силами пыталось восстановить порядок, однако повстанцы сумели построить примитивные укрепления и разбили несколько отрядов полиции, посланных против них штатом, а затем и федеральные подкрепления. Таким образом, восставшие обзавелись трофейным оружием и боеприпасами.
В конце концов в ситуацию пришлось вмешаться федеральному правительству, которое объявило всех участников восстания сторонниками реставрации монархии, а следовательно — врагами республики и демократии. На борьбу с восставшими была послана 8-тысячная армия, включая тяжёлую артиллерию. Военная операция растянулась на много месяцев. В сентябре 1897 года не стало Антониу Консельейру, вскоре после этого восстание было окончательно разбито.
Правительственные войска потеряли более 4 тысяч человек убитыми, поселение Канудус было стёрто с лица земли, а большая часть его населения уничтожена. Власти Бразилии не разрешали упоминать о восстании в печати в течение последующих пяти лет.

## Отражение в культуре
Подробности подавления восстания Канудус были живо описаны писателем и очевидцем тех событий Эуклидисом да Куньей в книге «Сертаны» (1902), которая сейчас является классическим произведением бразильской литературы. Восстанию в Канудус посвящена книга перуанского писателя Марио Варгаса Льосы «Война конца света» (исп. La guerra del fin del mundo), написанная в 1981 году.
В 1997 году в Бразилии снят фильм «Война Канудус» (порт.), также повествующий о событиях восстания.
Восстание Канудус и его предводитель Антониу Консельейру упоминаются в советской фантастической повести-буриме «Летающие кочевники» (1968).
По мотивам восстания Канудус написана книга грузинского писателя Гурама Дочанашвили «Одеяние первое» («Облачение первое» или «Одарю тебя трижды»).

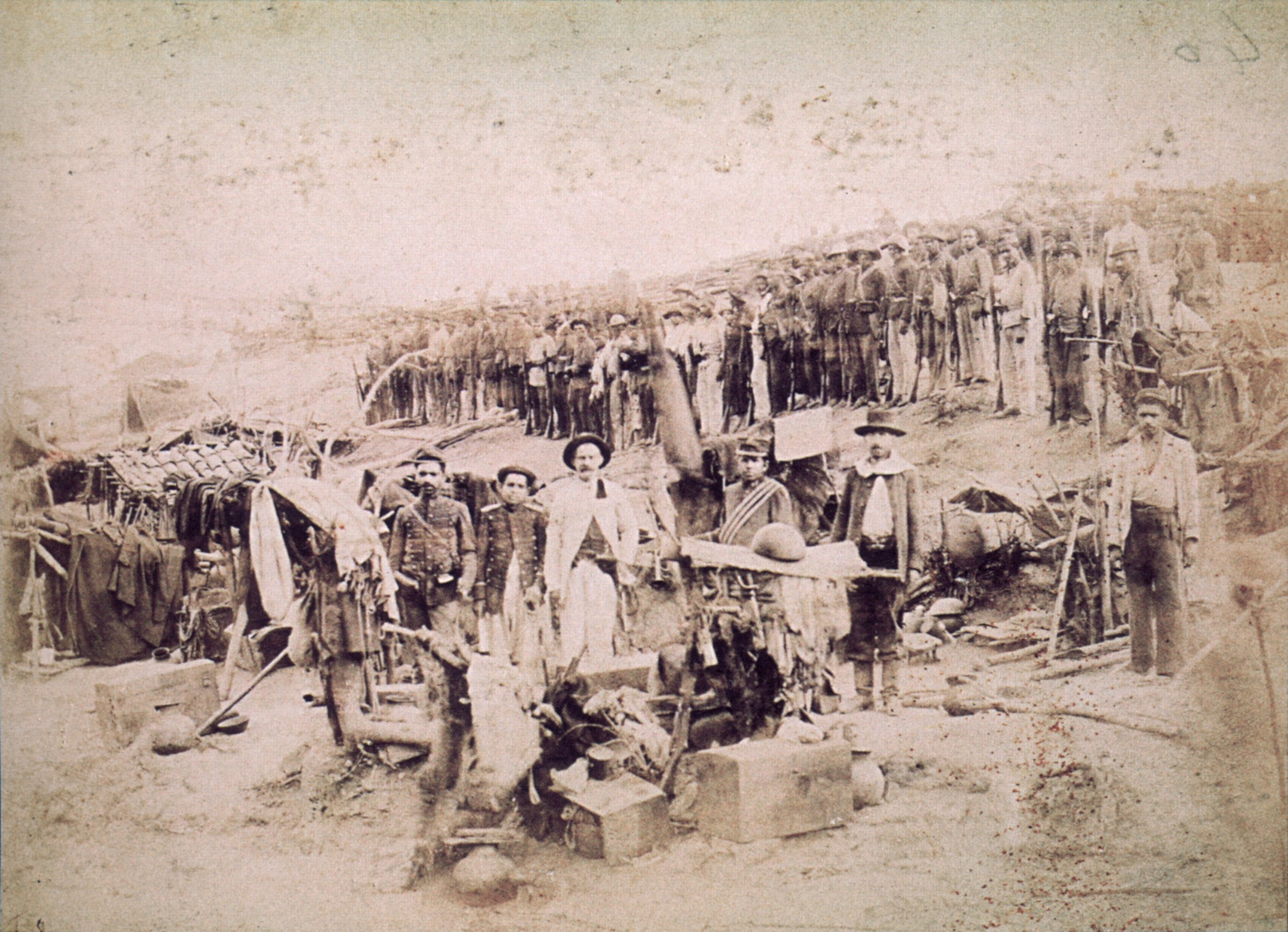
40-й пехотный батальон бразильских войск в Канудусе
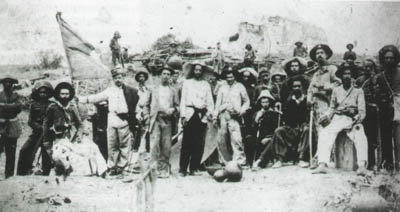
24-й пехотный батальон бразильских войск в Канудусе
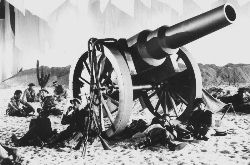
A matadeira (убийца). Английская пушка, использовавшаяся во время войны в Канудусе. Реплика 1994 г.
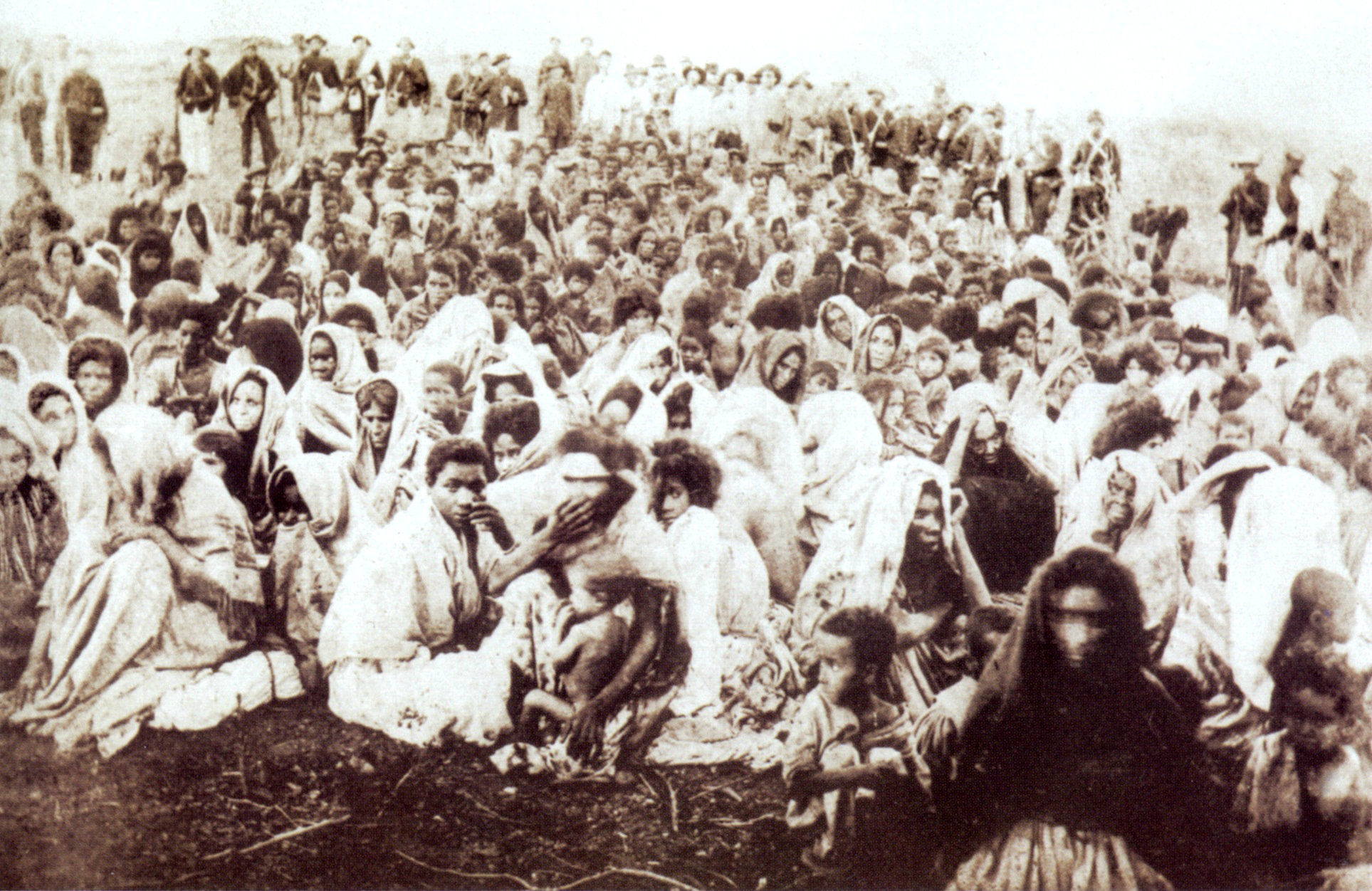
Выжившие из Канудуса, 1897 г.